# Lago Tavatuj
Il lago Tavatuj (in russo Таватуй?), traslitterato anche come Tavatui o Tavatuy, è un bacino d'acqua dolce situato nell'Oblast' di Sverdlovsk, nel circondario federale degli Urali. Lungo le sue sponde si trovano alcuni villaggi, mentre la principale città nelle sue vicinanze è Ekaterinburg, da cui dista circa 40 chilometri. Per la qualità e la trasparenza delle sue acque è una popolare attrazione turistica, ed è talvolta soprannominato "la perla degli Urali centrali".

## Descrizione
Il lago ha una forma allungata orientata nella direzione nord-sud ed è lungo circa 10 chilometri e largo 3 - 3,5 chilometri. È alimentato da un gran numero di piccoli torrenti e sorgenti, e da esso nasce il fiume Nejva o Neyva (in russo Нейва?).
Il bacino del lago si trova al di sopra di un massiccio granitico conosciuto come massiccio di Verh-Isetskiy e si è formato in seguito a movimenti tettonici avvenuti nel Pleistocene. Si è però riempito d'acqua solo tra 10.000 e 20.000 anni fa, in seguito al ritiro dei ghiacciai alla fine dell'ultima era glaciale.
Il lago ha una profondità media di 6 metri e massima di 9 metri, e grazie alla trasparenza dell'acqua è possibile vederne il fondo fin dalla superficie. È interamente circondato da colline, la maggior parte delle quali costituite da rocce granitiche. La più alta è il monte Stozhok, di 462 metri, situato sulla sponda orientale.
Tra la fine di giugno e l'inizio di agosto la temperatura dell'acqua vicino alle rive si aggira sui 23 °C, ma già verso la fine di agosto la temperatura superficiale scende a circa 13 °C. La superficie del lago è solitamente ghiacciata dalla fine di ottobre fino ai primi giorni di maggio.

## Origine del nome
Secondo lo studioso A. Matveev, autore di un libro sui toponimi geografici degli Urali, sono due le più probabili origini del nome Tavatuj : secondo la prima possibilità esso deriverebbe dalle parole dei popoli Permiani e Komi "ta wa tui", traducibili come "corso d'acqua". L'altra possibilità fa risalire il nome alle parole tatare "tau", che significa "montagna" e "tui", traducibile come "banchetto", riferendosi al fatto che le montagne che circondano il lago ricordano i commensali seduti intorno ad un tavolo per un banchetto.
Sull'origine del lago sono inoltre nate alcune leggende, come la triste storia di Tavatuj e Nejva : secondo la leggenda molti anni fa sulle rive del lago viveva una pacifica tribù. Tra di essi vi era la bellissima Nejva, ammirata da tutti gli uomini, che aveva un debole per il giovane cacciatore Tavatuj. Un giorno una tribù ostile attaccò il villaggio, razziando e uccidendo gli abitanti. Mentre la maggior parte delle persone si nascose nei boschi circostanti, il giovane Tavatuj radunò un gruppo di guerrieri per affrontare i nemici, ma morì durante la battaglia. Nejva, disperata per la morte del suo amato, iniziò a piangere e dalle sue lacrime si formò un lago nel luogo dove lui era caduto. A sua volta la ragazza si gettò quindi da una scogliera e il suo corpo si trasformò nel corso d'acqua che da allora esce dal lago.